# Biserica de lemn din Cotic
Biserica de lemn „Sfinții Voievozi” din Cotic a fost construită în 1850. Reparații s-au efectuat în anul 1954. Aparține de Episcopia Hușilor. Este construită pe locul altui lăcaș (1771 - 1772). Are temelie de piatră, cu scânduri de stejar pe interior și exterior. Acoperișul este tabluit.
Este inclusă pe Lista Monumentelor Istorice din 2004 sub codul: {{codLMI| VS-II-m-B-06786.